# 10638 McGlothlin
10638 McGlothlin è un asteroide della fascia principale. Scoperto nel 1998, presenta un'orbita caratterizzata da un semiasse maggiore pari a 3,1572276 UA e da un'eccentricità di 0,1416836, inclinata di 6,26733° rispetto all'eclittica.